# John William Middendorf
John William Middendorf II (Baltimore, 22 september 1924) is een Amerikaans koopman, Republikeinse politicus, diplomaat (ambassadeur) en componist.

## Levensloop
Middendorf studeerde marinewetenschapen aan het College of the Holy Cross in Worcester en behaalde zijn Bachelor of Naval Science in 1945. Tijdens de Tweede Wereldoorlog diende hij in de United States Navy als ingenieur officier en navigateur op het schip USS LCS(L)-53. Vervolgens studeerde hij aan de Harvard-universiteit in Cambridge en behaalde zijn Bachelor of Arts aldaar. Hij studeerde ook aan de Universiteit van New York in New York en behaalde daar in 1954 zijn Master of Business Administration. Na zijn werkzaamheden als investment banker richtte hij in 1963 samen met Austen Colgate het bedrijf Middendorf, Colgate and Company met zetel in de bekende New York Stock Exchange (NYSE) op.
Als vroeg lid in het team voor de campagne van Barry Goldwater als Republikeinse presidentschap kandidaat werd hij kasbeheerder en bleef later in deze functie bij het Republican National Committee van 1965-1969. Door President Richard Nixon werd hij in 1969 beroepen als Amerikaans ambassadeur in Nederland tot 1973. Na zijn terugkomst in de Verenigde Staten werd hij eerst onder Onderstaatssecretaris en van 1974 tot 1977 Staatssecretaris van de United States Navy. Daarnaast was hij van 1977 tot 1981 president van de Financial General Bankshares.
In 1981 werd hij benoemd tot permanent lid en representant van de Verenigde Staten in de Organisatie van Amerikaanse Staten met de rangschikking van een ambassadeur. Hij was een van de initiatiefnemers van de Noord-Amerikaanse Vrijhandelsovereenkomst.
Hij is boekauteur van A Glorious Disaster: Barry Goldwater's Presidential Campaign and the Origins of the Conservative Movement en in 2011 publiceerde hij de autobiografie Potomac Fever: A Memoir of Politics and Public Service.
Naast zijn drukke werkzaamheden als politicus vond hij nog tijd om ook te componeren. Hij schreef naast rond 100 marsen ook de Holland Symphony, die ter gelegenheid van het 25e troonjubileum van de Koningin Juliana der Nederlanden in 1973 en tegelijkertijd zijn eigen afscheid van Nederland in première ging en door de Evangelische Omroep op televisie werd uitgezonden. Het werk werd destijds op langspeelplaat opgenomen door Holland Symphony Orkest onder leiding van Adriaan Bonsel. Hij ontving de Edwin Franko Goldman prijs van de American Bandmasters Association (A.B.A.) en is lid van de American Society of Composers, Authors and Publishers. Verder werd hij benoemd tot de Midwest National Band and Orchestra Association Alumnus of the Year.
Verder is hij bekroond met talrijke internationale prijzen en onderscheidingen zoals de Grootofficier in de Orde van Oranje-Nassau, de Netherlands Society of the Sons of American Revolution Medal of Honor en Grootofficier in de Orde van Militaire Verdienste (Brazilië). Door The Netherland-America Foundation wordt er een jaarlijkse J. William Middendorf II Award voor personen met verdiensten op de commerciële, culturele of politieke sector ter beschikking gesteld.

## Composities

### Werken voor orkest
- 1969 Holland Symphony, voor orkest
  1. Bevrijding en terugkeer van de Koninklijke Familie (Liberation and return of the royal family)
  2. Wals van de Windmolens (Waltz of the windmills)
  3. Zuiderzee
  4. Klompendans (Dance of the wooden shoes)
- 1975 Symphony Nr. 1, voor orkest - première: mei 1975 in de St. Edwards Church, Cambridge (Massachusetts)
- Concert, voor piano en orkest
  1. Adagio
  2. Allegro
- Concert, voor strijkers
  1. Allegro
  2. Theme and variations
- Rhapsody, voor strijkorkest
- Rhapsody in f-mineur

### Werken voor harmonieorkest
- 1976 Old Ironsides
- 1976 Stand Up for America
- 1977 The American Spirit
- 1977 The Big Brass Band
- 1980 The US Capitol
- 1981 Old State House
- 1983 A Sousa celebration
- Baltimore (U.S.S.) March
- Company of Military Historians March
- Democracy Hall of Fame March
- Diamond Jubilee March
- Heroes in Blue March
- La Jolla (U.S.S.) March
- Marine Corps March
- Medal of Honor March
- Salute to George Washington
- Seawolf March
- Soldiers', Sailors', Marines', Coast Guard and Airmen's Club
- The Naval Academy March
- The Naval Order March
- USS Chafee March
- USS Phoenix March

### Kamermuziek
- Remembrance Hymn, voor 2 trompetten, 2 hoorns, 2 trombones, tuba en orgel

### Werken voor piano
- Sonate

## Publicaties
- Potomac Fever: A Memoir of Politics and Public Service, U S Naval Inst Press, 2011. 213 p., ISBN 978-1-591-14537-0
- A Glorious Disaster: Barry Goldwater's Presidential Campaign and the Origins of the Conservative Movement, Basic Books, 2006. ISBN 978-0-465-04573-0